# Panamerický pohár v malém fotbale 2018
Panamerický pohár v malém fotbale 2018 byl 1. ročníkem Panamerického poháru v malém fotbale, který se konal v guatemalském městě Ciudad de Guatemala v období od 7. do 12. června 2018. Účastnilo se ho 9 týmů, které byly rozděleny do 3 skupin po 3 týmech. Ze skupiny postoupily do vyřazovací fáze první, druhý a třetí celek kromě skupiny B, kde postupovali dva celky. Vyřazovací fáze zahrnovala 8 zápasů. Chile postoupilo do finále, ve kterém porazilo Guatemalu 9:2 a poprvé tak vyhrálo Panamerický pohár.

## Stadion
Mistrovství se odehrálo na jednom stadionu v jednom hostitelském městě: Ciudad de Guatemala Estadio Cementos Progreso (Ciudad de Guatemala).
| Ciudad de Guatemala       |
| ------------------------- |
| Estadio Cementos Progreso |
| Kapacita: 14 022          |

## Skupinová fáze
| Vysvětlivky                     |
| ------------------------------- |
| Týmy postupující do čtvrtfinále |
| Vítěz zápasu je tučně zvýrazněn |

Čas každého zápasu je uveden v lokálním čase.

#### Skupina A
| Tým       | Z | V | R | P | VG | IG | +/− | B |
| --------- | - | - | - | - | -- | -- | --- | - |
| Guatemala | 2 | 2 | 0 | 0 | 12 | 3  | +9  | 6 |
| USA       | 2 | 1 | 0 | 1 | 5  | 9  | −4  | 3 |
| Kolumbie  | 2 | 0 | 0 | 2 | 3  | 8  | −5  | 0 |

| 7. června 2018 20:00 |       |                                |                                                |
| Guatemala | 7 : 2 | USA                            | Estadio Cementos Progreso, Ciudad de Guatemala |
| Wuilian Alexander Vanegas Arriaga 12', 22', 33' Bryan Rodolfo Araujo Argueta 12' Byron Francisco Orozco Dominguez 35' Lester Giovani González Castro 38' Christian De León 49' |       | Israel Sesay 5' Andy Reyes 43' | Estadio Cementos Progreso, Ciudad de Guatemala |

| 8. června 2018 20:00 |       |                                 |                                                |
| Guatemala | 5 : 1 | Kolumbie                        | Estadio Cementos Progreso, Ciudad de Guatemala |
| Wuilian Alexander Vanegas Arriaga 3' Lester Giovani González Castro 19' Bryan Rodolfo Araujo Argueta 26' Patrick Ruíz Jurado 29' Diego Muñoz 46' |       | Eduardo Paulo Medina Carmona 6' | Estadio Cementos Progreso, Ciudad de Guatemala |

| 9. června 2018 16:00                        |       |                                                          |                                                |
| USA                                         | 3 : 2 | Kolumbie                                                 | Estadio Cementos Progreso, Ciudad de Guatemala |
| Israel Sesay 20' Anibal Echeverria 33', 40' |       | Alexander Caceres 17' Cristian Camilo Egea Fernández 44' | Estadio Cementos Progreso, Ciudad de Guatemala |

#### Skupina B
| Tým       | Z | V | R | P | VG | IG | +/− | B |
| --------- | - | - | - | - | -- | -- | --- | - |
| Brazílie  | 2 | 2 | 0 | 0 | 16 | 3  | +13 | 6 |
| Chile     | 2 | 1 | 0 | 1 | 5  | 4  | +1  | 3 |
| Kostarika | 2 | 0 | 0 | 2 | 0  | 14 | −14 | 0 |

| 7. června 2018 16:00                                                                               |       |                                                |                                                |
| Chile                                                                                              | 3 : 4 | Brazílie                                       | Estadio Cementos Progreso, Ciudad de Guatemala |
| Luis Enrique Figueroa Godoy 30' Jaisson Ignacio Barria Ronda 47' Carlos Alberto Silva Cardenas 50' |       | Thiago Gonçalves 5', 43' Rafael Sixel 13', 49' | Estadio Cementos Progreso, Ciudad de Guatemala |

| 8. června 2018 16:00                                                     |       |           |                                                |
| Chile                                                                    | 2 : 0 | Kostarika | Estadio Cementos Progreso, Ciudad de Guatemala |
| Christopher Bryan Veas Arriagada 16' Patricio Javier Correa Valdivia 34' |       |           | Estadio Cementos Progreso, Ciudad de Guatemala |

| 9. června 2018 18:00 |        |           |                                                |
| Brazílie | 12 : 0 | Kostarika | Estadio Cementos Progreso, Ciudad de Guatemala |
| Pablo Da Silva 2', 28', 49' Rafael Sixel 7', 18', 29', 35' Thiago Gonçalves 12', 24' João Claudio Martins 21', 25' Leonardo Cardoso 48' |        |           | Estadio Cementos Progreso, Ciudad de Guatemala |

#### Skupina C
| Tým       | Z | V | R | P | VG | IG | +/− | B |
| --------- | - | - | - | - | -- | -- | --- | - |
| Mexiko    | 2 | 2 | 0 | 0 | 11 | 3  | +8  | 6 |
| Argentina | 2 | 0 | 1 | 1 | 5  | 6  | −1  | 1 |
| Venezuela | 2 | 0 | 1 | 1 | 6  | 13 | −7  | 1 |

| 7. června 2018 18:00 |       |                                    |                                                |
| Mexiko | 9 : 2 | Venezuela                          | Estadio Cementos Progreso, Ciudad de Guatemala |
| Brandon Escoto 10', 42' David Gonzalez Cardenas 12' Hiram Ruiz 14', 19' Christian Gutierrez 24', 27' Luis Erick Cuevas Baez 43' Edgar Gonzalez Diaz 25' |       | Charles Martinez 5' Luis Parra 49' | Estadio Cementos Progreso, Ciudad de Guatemala |

| 8. června 2018 18:00                                            |       |                          |                                                |
| Mexiko                                                          | 2 : 1 | Argentina                | Estadio Cementos Progreso, Ciudad de Guatemala |
| Jesus Fernando Peñalver Hinojos 24' David Gonzalez Cardenas 49' |       | Cristian Hernan Prado 3' | Estadio Cementos Progreso, Ciudad de Guatemala |

| 9. června 2018 20:00                                                                     |       |                                               |                                                |
| Argentina                                                                                | 4 : 4 | Venezuela                                     | Estadio Cementos Progreso, Ciudad de Guatemala |
| Facundo Gabriel Albarracin 6', 41' Ramiro Gabriel Corbella 19' Cristian Hernan Prado 49' |       | Charles Martinez 5', 29', 33' Audie Ariza 47' | Estadio Cementos Progreso, Ciudad de Guatemala |

## Vyřazovací fáze

#### Pavouk
|  | Čtvrtfinále                             | Čtvrtfinále                             |                                         |        | Semifinále  | Semifinále  |  |  | Finále                                  | Finále |
|  |                                         |                                         |                                         |        |             |             |  |  |                                         |        |
|  | 10. června, 14:00 – Ciudad de Guatemala |                                         |                                         |        |             |             |  |  |                                         |        |
|  |                                         |                                         |                                         |        |             |             |  |  |                                         |        |
|  | Brazílie                                | 7                                       |                                         |        |             |             |  |  |                                         |        |
|  | Brazílie                                | 7                                       | 11. června, 18:00 – Ciudad de Guatemala |        |             |             |  |  |                                         |        |
|  | Kolumbie                                | 1                                       |                                         |        |             |             |  |  |                                         |        |
|  | Kolumbie                                | 1                                       | Brazílie                                | 1      |             |             |  |  |                                         |        |
|  | 10. června, 16:00 – Ciudad de Guatemala |                                         | Brazílie                                | 1      |             |             |  |  |                                         |        |
|  |                                         | Chile (pen.)                            | 2                                       |        |             |             |  |  |                                         |        |
|  | Chile                                   | Chile (pen.)                            | 2                                       | 6      |             |             |  |  |                                         |        |
|  | Chile                                   |                                         | 12. června, 20:00 – Ciudad de Guatemala | 6      |             |             |  |  |                                         |        |
|  | Argentina                               | 0                                       |                                         |        |             |             |  |  |                                         |        |
|  | Argentina                               | 0                                       | Chile                                   | 9      |             |             |  |  |                                         |        |
|  | 10. června, 18:00 – Ciudad de Guatemala |                                         | Chile                                   | 9      |             |             |  |  |                                         |        |
|  |                                         | Guatemala                               | 2                                       |        |             |             |  |  |                                         |        |
|  | Mexiko                                  | Guatemala                               | 2                                       | 7      |             |             |  |  |                                         |        |
|  | Mexiko                                  | 11. června, 20:00 – Ciudad de Guatemala |                                         | 7      |             |             |  |  |                                         |        |
|  | USA                                     | 2                                       |                                         |        |             |             |  |  |                                         |        |
|  | USA                                     | 2                                       | Mexiko                                  | 3      | Třetí místo | Třetí místo |  |  |                                         |        |
|  | 10. června, 20:00 – Ciudad de Guatemala |                                         | Mexiko                                  | 3      | Třetí místo | Třetí místo |  |  |                                         |        |
|  |                                         | Guatemala                               | 6                                       |        |             |             |  |  |                                         |        |
|  | Guatemala                               | Guatemala                               | 6                                       | 5      | Brazílie    | 2           |  |  |                                         |        |
|  | Guatemala                               |                                         |                                         | 5      | Brazílie    | 2           |  |  |                                         |        |
|  | Venezuela                               | 1                                       |                                         | Mexiko | 3           |             |  |  |                                         |        |
|  | Venezuela                               | 1                                       |                                         |        | 3           |             |  |  |                                         |        |
|  |                                         |                                         |                                         |        |             |             |  |  | 12. června, 18:00 – Ciudad de Guatemala |        |
|  |                                         |                                         |                                         |        |             |             |  |  |                                         |        |

#### Čtvrtfinále
| 10. června 2018 14:00                                                                                          |       |                       |                                                |
| Brazílie | 7 : 1 | Kolumbie              | Estadio Cementos Progreso, Ciudad de Guatemala |
| João Claudio Martins 10', 26' Leonardo Cardoso 23' Rafael Sixel 30', 42' Thiago Gonçalves 36' Rafael Alves 43' |       | Alexander Caceres 24' | Estadio Cementos Progreso, Ciudad de Guatemala |

| 10. června 2018 16:00 |       |           |                                                |
| Chile | 6 : 0 | Argentina | Estadio Cementos Progreso, Ciudad de Guatemala |
| Luis Enrique Figueroa Godoy 8' Patricio Javier Correa Valdivia 21', 32' Fabian Alvaro Lagunas Valenzuela 21' Franco Antonio Ramirez Lillo 26' Yerko Robles 37' |       |           | Estadio Cementos Progreso, Ciudad de Guatemala |

| 10. června 2018 18:00 |       |                                         |                                                |
| Mexiko | 7 : 2 | USA                                     | Estadio Cementos Progreso, Ciudad de Guatemala |
| Christian Gutierrez 17' Edgar Gonzalez Diaz 26' Luis Erick Cuevas Baez 30' Brandon Escoto 34', 44' Luis Manuel Morales Solis 37' David Gonzalez Cardenas 40' |       | Anibal Echeverria 3' Nelson Santana 42' | Estadio Cementos Progreso, Ciudad de Guatemala |

| 10. června 2018 20:00 |       |                   |                                                |
| Guatemala | 5 : 1 | Venezuela         | Estadio Cementos Progreso, Ciudad de Guatemala |
| Bryan Rodolfo Araujo Argueta 18', 49' José Antonio Pérez Girón 25' Henry Berrisford Stokes Bracketh 26' Ervin Francisco Coronado Granja 55' |       | Juan Gonzalez 51' | Estadio Cementos Progreso, Ciudad de Guatemala |

#### Semifinále
| 11. června 2018 18:00 |       |                                      |                                                |
| Brazílie              | 1 : 1 | Chile                                | Estadio Cementos Progreso, Ciudad de Guatemala |
| Rafael Sixel 32'      |       | Christopher Bryan Veas Arriagada 54' | Estadio Cementos Progreso, Ciudad de Guatemala |

|                                                  |       | Penaltový rozstřel                                                                    |  |
| Thiago Gonçalves Leonardo Cardoso Pablo Da Silva | 2 : 3 | Christopher Bryan Veas Arriagada Yerko Robles Cristian Alejandro Arredondo Hermosilla |  |

| 11. června 2018 20:00                                                   |       | |                                                |
| Mexiko                                                                  | 3 : 6 | Guatemala | Estadio Cementos Progreso, Ciudad de Guatemala |
| Edgar Gonzalez Diaz 3' Cesar Alejandro Cerda Herrera 24' Hiram Ruiz 44' |       | Patrick Ruíz Jurado 32' Wuilian Alexander Vanegas Arriaga 35', 56' Ervin Francisco Coronado Granja 48' Dean Norman Humes Guzmán 53', 55' | Estadio Cementos Progreso, Ciudad de Guatemala |

#### O 3. místo
| 12. června 2018 18:00                  |       |                                                    |                                                |
| Brazílie                               | 2 : 2 | Mexiko                                             | Estadio Cementos Progreso, Ciudad de Guatemala |
| Thiago Gonçalves 4' Thiago Freitas 57' |       | Raymundo Contreras Espinoza 24' Brandon Escoto 62' | Estadio Cementos Progreso, Ciudad de Guatemala |

|                                   |       | Penaltový rozstřel                                             |  |
| Thiago Gonçalves Leonardo Cardoso | 1 : 3 | Hiram Ruiz Juan Jaime Sanchez Granados David Gonzalez Cardenas |  |

#### Finále
| 12. června 2018 20:00 |       |                                                                    |                                                |
| Chile | 9 : 2 | Guatemala                                                          | Estadio Cementos Progreso, Ciudad de Guatemala |
| Cristian Alejandro Arredondo Hermosilla 2', 34' Fabian Alvaro Lagunas Valenzuela 6' Luis Enrique Figueroa Godoy 13', 32' (pen.) Christopher Bryan Veas Arriagada 29' Isaac Jonathan Ancavil Di-Lallo 36' Franco Antonio Ramirez Lillo 41' Patricio Javier Correa Valdivia 50' |       | Dean Norman Humes Guzmán 30' Wuilian Alexander Vanegas Arriaga 44' | Estadio Cementos Progreso, Ciudad de Guatemala |